# Dichotomius luctuosioides
Dichotomius luctuosioides là một loài bọ cánh cứng trong họ Bọ hung (Scarabaeidae).